# Taylor Jenkins Reid
Œuvres principales
- Les Sept maris d’Evelyn Hugo (2017)
- Daisy Jones and the Six (2019)
- Les Sirènes de Malibu (2021)
- Le retour de Carrie Soto (2022)

Taylor Jenkins Reid est une romancière américaine, notamment connue pour Les Sept maris d’Evelyn Hugo et Daisy Jones and the Six.

## Biographie
Taylor Jenkins Reid est diplômée en sociologie des médias à l’Emerson College de Boston. Elle débute sa vie professionnelle dans l’industrie cinématographique, où elle fait la connaissance de son futur mari, Alex Jenkins Reid.
Elle publie son premier roman Forever, Interrupted (inédit en langue française) en 2013, et participe à l’écriture d’une série diffusée sur Hulu en 2015, Resident Advisors. Son quatrième roman One True Loves, publié en 2016, fait l’objet d’une adaptation cinématographique sortie en avril 2023. En 2017, Les Sept maris d’Evelyn Hugo rencontre un succès critique et commercial : le roman raconte l’histoire d’une légende hollywoodienne fictive dévoilant ses secrets sur sa vie empreinte de glamour et de scandales, au travers des sept portraits de ses époux successifs. Une adaptation par Netflix est en projet.
Taylor Jenkins Reid publie en 2019 Daisy Jones and the Six, un roman sous forme d'interviews librement inspiré du groupe Fleetwood Mac qui narre l’ascension fulgurante et la rupture d’un groupe de rock fictionnel des années 70. Le roman fait l’objet d’une adaptation du même nom par Amazon Studios en une mini-série de 10 épisodes, diffusée en 2023 sur son service de vidéo à la demande Prime Video. Carrie Soto is Back (inédit en langue française) sort en 2022, et constitue le dernier roman de la quadrilogie sur des femmes célèbres initiée par l’autrice (après Les Sept maris d’Evelyn Hugo, Daisy Jones and the Six et Les Sirènes de Malibu).
En 2022, elle déclare vouloir faire une longue pause avant que d’entamer un autre projet littéraire. Son nouveau titre, Atmopshere, paraît en 2025.

### Romans
- Forever, Interrupted (2013) - inédit en langue française
- After I Do (2014) - inédit en langue française
- Maybe in Another Life (2015) - inédit en langue française
- Le(s) vrai(es) amour(s) (One True Loves - 2016) - publié en France en 2024 aux Éditions Charleston
- Atmosphère, une histoire d'amour (Atmosphere - 2025) - publié en France en 2025 aux Éditions Charleston

### QuadrilogieThe Famous Four
- Les Sept Maris d’Evelyn Hugo (The Seven Husbands of Evelyn Hugo - 2017) - roman publié en France en 2019 aux Éditions Hauteville
- Evidence of the Affair (2018) - novella inédite en langue française

- Daisy Jones and the Six (2019) - roman publié en France en 2020 aux Éditions Charleston
- Les Sirènes de Malibu (Malibu Rising - 2021) - roman publié en France en 2022 aux Éditions Charleston
- Le retour de Carrie Soto (Carrie Soto Is Back - 2022) - roman annoncé en France pour 2026 aux Éditions Charleston